# Diocèse d'Isiro-Nyangara
Le diocèse de Isiro-Niangara, orthographié aussi Isiro-Nyangara (en latin : Dioecesis Isirensis-Niangaraënsis), est un diocèse de République démocratique du Congo dont le siège épiscopal est à Isiro, suffragant de l'archidiocèse de Kisangani. Dieudonné Madrapile Tanzi est l'actuel évêque du diocèse.
On y trouve le sanctuaire Bienheureuse-Anuarite, un sanctuaire national reconnu par la Cenco et dédié à la bienheureuse Marie-Clémentine Anuarite Nengapeta, en grande transformation depuis 2019.

## Histoire
Le 18 décembre 1911, la préfecture apostolique de l'Uélé oriental est établi à partir de territoires de la préfecture apostolique du Uélé, qui devient la préfecture apostolique du Uélé occidental.
Le 6 mai 1924, la préfecture apostolique est élevée en vicariat apostolique, renommé le 14 décembre 1926 vicariat apostolique de Niangara. En 1958, le vicariat perd une partie de son territoire lors de la création de la préfecture apostolique de Doruma.
Le 10 novembre 1959, le vicariat est promu diocèse et devient suffragant de l'archidiocèse de Stanleyville (renommé Kisangani quelques années plus tard). Le 23 mars 1970, le diocèse prend son nom actuel de diocèse d'Isiro-Nyangara. 

## Ordinaires

### Préfets apostoliques du Uélé occidental
- Reginald van Schoote, O.P. (16 janvier 1912 - 28 avril 1922)
- Emilio Rolin, O.P. (1922 - 1924)

### Vicaires apostoliques de Niangara
- Robert Constant Lagae, O.P. (18 décembre 1924 - février 1948)
- François-Odon De Wilde, O.P. (11 mars 1948 - 10 novembre 1959), promu évêque

### Évêque de Niangara
- François-Odon De Wilde, O.P. (10 novembre 1959 - 23 mars 1970)

### Évêques d'Isiro-Niangara
- François-Odon De Wilde, O.P. (23 mars 1970 - 19 février 1976)
  - Ambroise Uma Arakayo Amabe (6 mai 1972 - 19 février 1976), évêque coadjuteur
- Ambroise Uma Arakayo Amabe (19 février 1976 - 1er avril 1989)
- Emile Aiti Waro Leru’a (25 septembre 1989 - 24 mars 1994)
- Charles Kambale Mbogha, A.A. (6 décembre 1995 - 13 mars 2001), nommé archevêque de Bukavu
- Julien Andavo Mbia (1er février 2003 - 14 juillet 2024)
  - Dieudonné Madrapile Tanzi (12 juillet 2024 - 23 septembre 2024, administrateur apostolique
- Dieudonné Madrapile Tanzi (depuis le 23 septembre 2024)

## Statistiques
| année | baptisés  | population totale | pourcentage | prêtres (total) | prêtres séculiers | prêtres réguliers | catholiques par prêtre | diacres | religieux | religieuses | paroisses |
| ----- | --------- | ----------------- | ----------- | --------------- | ----------------- | ----------------- | ---------------------- | ------- | --------- | ----------- | --------- |
| 1950  | 90 220    | 562 182           | 16,0        | 63              | 5                 | 58                | 1.432                  |         | 7         | 77          |           |
| 1970  | 183 486   | 445 923           | 41,1        | 59              | 14                | 45                | 3.109                  |         | 60        | 92          | 17        |
| 1980  | 300 070   | 514 764           | 58,3        | 66              | 13                | 53                | 4.546                  |         | 65        | 122         | 19        |
| 1990  | 407 863   | 723 000           | 56,4        | 78              | 36                | 42                | 5.229                  |         | 63        | 133         | 20        |
| 1999  | 526 197   | 728 119           | 72,3        | 99              | 57                | 42                | 5.315                  |         | 48        | 161         | 19        |
| 2000  | 500 482   | 696 292           | 71,9        | 106             | 76                | 30                | 4.721                  |         | 37        | 155         | 19        |
| 2001  | 518 875   | 705 233           | 73,6        | 108             | 77                | 31                | 4.804                  |         | 42        | 175         | 19        |
| 2002  | 720 880   | 902 802           | 79,8        | 88              | 61                | 27                | 8.191                  |         | 35        | 173         | 20        |
| 2003  | 525 102   | 830 333           | 63,2        | 91              | 62                | 29                | 5.770                  |         | 38        | 164         | 19        |
| 2004  | 997 620   | 1 415 730         | 70,5        | 99              | 68                | 31                | 10.076                 |         | 46        | 185         | 21        |
| 2006  | 1 038 778 | 1 475 128         | 70,4        | 95              | 64                | 31                | 10.934                 |         | 52        | 174         | 20        |
| 2013  | 1 276 104 | 1 631 412         | 78,2        | 111             | 77                | 34                | 11.496                 |         | 45        | 183         | 23        |
| 2016  | 996 465   | 1 638 782         | 60,8        | 104             | 83                | 21                | 9.581                  |         | 31        | 185         | 23        |
| 2019  | 1 089 000 | 1 790 000         | 60,8        | 118             | 88                | 30                | 9.228                  |         | 38        | 185         | 23        |
| 2021  | 958 255   | 1 421 726         | 67,4        | 119             | 88                | 31                | 8.052                  |         | 52        | 196         | 24        |

## Faits divers
C'est dans le diocèse d'Isiro-Nyangara que la première béatifiée congolaise, Marie-Clémentine Anuarite Nengapeta, a été assassiné par les rebelles Simba en 1964. Son corps a été enterré dans l'église catholique de la ville d'Isiro, devenu sanctuaire Bienheureuse-Anuarite.